# آب‌انبار رضا پور
آب‌انبار خدا مراد رضاپور کبابی مربوط به دوره قاجار است و در لار، خیابان مدرس جنوبی، پشت حوزه علمیه جدید واقع شده و این اثر در تاریخ ۱۹ مرداد ۱۳۸۴ با شمارهٔ ثبت ۱۲۷۵۰ به‌عنوان یکی از آثار ملی ایران به ثبت رسیده است.